# Droga I/13 (Czechy)
Droga krajowa 13 (cz. Silnice I/13) – droga krajowa w zachodnich Czechach. Arteria biegnie od dawnego czesko-polskiego przejścia granicznego Habartice – Zawidów przez Liberec (skrzyżowanie z drogą nr 14), Děčín, Cieplice, Most i Chomutov do Karlowych Warów.  Na odcinkach Liberec – Děčín oraz Chlumec – Karlowe Wary jest fragmentem trasy E442. Od Cieplic do Chomutova oraz na odcinku przed Karlowymi Warami jest arterią dwujezdniową. Na krótkim fragmencie w rejonie Liberca biegnie wspólnym śladem z drogą krajową nr 35, w rejonie Nowego Boru z drogą nr 9, w Cieplicach z drogą nr 8, a w okolicach Mostu z drogą nr 27.